# مكتب التعديلات (فلم)
مكتب التعديلات (بالإنجليزية: The Adjustment Bureau) فيلم إثارة رومانسي أمريكي خيال علمي في عام 2011 من تأليف وإخراج جورج نولفي، استنادًا إلى قصة قصيرة لفيليب ك.ديك عام 1954 بعنوان «فريق التعديل Adjustment Team». الفيلم من بطولة مات ديمون، وإميلي بلانت، يروي قصة عضو في الكونجرس الأمريكي يكتشف أن ما يحدث في حياته ليست من قبيل الصدفة، ولكن يتحكم فيها فريق غامض وقوي. بعد وقوع حدث لم يخطط له هؤلاء المتحكمون (لقاء رومانسي مع راقصة) يكافح ضد تلاعبهم على الرغم من وعدهم بمستقبل عظيم له. تم إصدار الفيلم في 3 أبريل 2011، وتم عرضه في دور العرض لأول مرة في 14 فبراير 2011، وتلقى استحسان من النقاد، الذين أشادوا بأداء ديمون وتوافقه مع بلانت. بلغ إجمالي أرباح الفيلم 127 مليون دولار مقابل ميزانية إنتاج قدرها 50 مليون دولار.

## طاقم التمثيل
- مات ديمون: في دور ديفيد نوريس
- إميلي بلانت: في دور إليز سيلاس
- أنتوني ماكي: في دور هاري ميتشل
- جون سلاتري: في دور ريتشاردسون
- مايكل كيلي: في دور تشارلي تراينور
- تيرينس ستامب: في دور طومسون
- دوني كيشوارز: في دور دونالدسون
- أنتوني رويفار: في دور مكرادي[6]

## أحداث الفيلم
يترشح عضو الكونجرس من بروكلين في عام 2006، ديفيد نوريس ولكنه لا ينجح في دخول مجلس الشيوخ الأمريكي. أثناء الاعداد لخطاب التنازل، يلتقى ديفيد مع إليز سيلاس، ويتشاركون قبلة عاطفية، ويفترقان دون أن يعرف اسمها. يلقى ديفيد خطابًا صريحًا بشكل غير عادي يلقي استحسانًا كبيرًا، مما يجعله المفضل في الحملة القادمة، وبعد شهر، يستعد ديفيد لوظيفة جديدة في ماديسون سكوير بارك. يتلقى رجل يدعى هاري ميتشل مهمة من رئيسه ريتشاردسون، تتلخص في إنه سوف يسكب القهوة على قميص ديفيد بحلول الساعة 7:05 صباحًا كى يفوت ديفيد الحافله، ولكن ينام هاري، ويصعد ديفيد إلى الحافلة، ويصادف أن يقابل إليز مرة أخرى ويحصل على رقم هاتفها. يصل ديفيد إلى العمل مبكرًا ويجد كل شخص في المبنى مجمد ويفحصهم رجال غير مألوفين. يحاول ديفيد الهروب، لكنه يعجز ويؤخذ إلى مستودع لمقابلة ريتشاردسون، الذي يكشف لديفيد على مضض عن وجود «مكتب التعديل» والذي مهمته استمرار حياة الناس باتباع «الخطة»، وهي وثيقة معقدة ينسبها ريتشاردسون إلى «الرئيس». يصادر المكتب ويدمر البطاقة التي تحمل رقم هاتف إليز، ويحذر رجال المكتب ديفيد من إنه إذا كشف وجود المكتب لأي شخص آخر، فسيتم «إعادة ضبطه» وذلك بمحو ذاكرته وشخصيته، أيضًا يحذروه من مقابلة إليز مرة أخرى.
يلتقى ديفيد بإليز مرة أخرى بعد ثلاث سنوات، بعد أن رآها بالصدفة من نافذة حافلة؛ يخبرها أنه يركب تلك الحافلة لمدة ثلاث سنوات، على أمل رؤيتها، ويعرف إنها ترقص في فرقة باليه. يحاول المكتب منعهم من بدء علاقة عن طريق تغيير جداولهم ومنعهم من اللقاء. يتسابق ديفيد عبر المدينة ويقاتل جهود المكتب «للتحكم في خياراته» ومنعه من مقابلة إليز. يتولى طومسون وهو أحد كبار المسؤولين في المكتب، قضية ديفيد ويأخذه إلى المستودع، حيث يجادل ديفيد بأن له الحق في إختيار طريقه الخاص، ويقول إن البشرية تلقت إرادة حرة بعد ذروة الإمبراطورية الرومانية، لكنها جلبت على نفسها بعد ذلك العصور المظلمة، ولهذا تولى المكتب السيطرة بعد خمسة قرون من البربرية، وخلق عصر النهضة والتنوير والثورة العلمية. عندما تمت استعادة الإرادة الحرة في عام 1910، أدى ذلك إلى اندلاع الحرب العالمية الأولى، والكساد العظيم، والفاشية، والمحرقة، وأزمة الصواريخ الكوبية، مما أجبر المكتب على استعادة السيطرة. يشير طومسون بقوة إلى أنه بدون تأثير إليز، يمكن أن يصبح ديفيد رئيسًا للولايات المتحدة، بينما يمكن أن تصبح إليز راقصة ومصممة رقصات مشهورة عالميًا، وأن التواجد معًا سيدمر مستقبلهما. يتسبب طومسون في إصابة إليز بالتواء في كاحلها في عرض لإثبات قوته، ويتركها ديفيد في المستشفى لتجنب إفساد مستقبلهم كما نصح طومسون.
بعد أحد عشر شهرًا، يبدأ ديفيد حملة انتخابية مرة أخرى، ويخبره مدير حملته وصديقه المقرب تشارلي، عن زفاف إليز الوشيك. يتصل هاري بديفيد عبر اجتماعات سرية تحت المطر أو بالقرب من الماء، لمنع المكتب من تعقبهم، حيث يكشف هاري أن طومسون بالغ في التبعات السلبية لعلاقة ديفيد وإليز، ويعلم ديفيد كيفية استخدام بعض الأبواب للانتقال الفوري والتهرب من المكتب. يكشف ديفيد لحبيبته عن وجود المكتب، ويظهر لها كيف يسافر عبر الأبواب. بينما يلاحقهم المكتب عبر مدينة نيويورك، يقرر ديفيد أن يطلب من الرئيس إنهاء النزاع وتختار إليز مرافقته، وبعد مطاردة في مبنى ضخم، يجد ديفيد وإليز نفسيهما محاصرين، ويعلنون حبهم قبل القبض على ديفيد، وعندما يفترقا ويغادر أعضاء المكتب، يظهر طومسون، ولكن يقاطعه هاري ويخاطب ديفيد وإليز بأن حبهما تسبب في السماح بممارسة خطتهما الخاصة. بينما يبتعد ديفيد وإليز، يتكهن هاري أن الرئيس ربما يعد البشرية «يومًا ما» لكتابة خطتها الخاصة.

## لمحات دينية
حدد بعض النقاد آثار العقائد الإبراهيمية على الفيلم، مثل الإله القادر على كل شيء، ومفاهيم الإرادة الحرة والأقدار، وعناصر أخرى تنتسب إلى العالم السفلي (موضوع أسطوري يرجع تاريخه على الأقل لقصة يوريديس وأورفيوس). علاوة على ذلك، قالت كاثلين فالساني إن الرئيس يمثل الله، بينما موظفو المكتب هم الملائكة. وصرح مخرج الفيلم، جورج نولفي، أن القصد من هذا الفيلم هو إثارة التساؤلات.

## استقبال الفيلم
تم عرض الفيلم لأول مرة في 14 فبراير 2011، في نيويورك. كان المخرج جورج نولفي حاضراً إلى جانب الممثلين، بما في ذلك مات ديمون وإميلي بلانت. في عطلة نهاية الأسبوع الافتتاحية في الولايات المتحدة (4-6 مارس 2011)، حقق الفيلم 21.157.730 دولارًا أمريكيًا، وهو ثاني أعلى ايراد لفيلم في نهاية هذا الأسبوع، وبلغ الإجمالي العالمي 379,869,127 دولار أمريكي اعتبارًا من 18 ديسمبر 2011.
منح موقع الطماطم الفاسدة لتجميع التعليقات الفيلم درجة 71٪ بناءً على تقييمات 259 نقادًا، ونص الإجماع النقدي للموقع على أن "الكاتب / المخرج جورج نولفي لأول مرة يكافح من أجل الحفاظ على نغمة متسقة، لكن الفيلم يعتمد على الكيمياء القوية والمعقولة لنجومه." في ميتاكريتيك، حصل الفيلم على درجة 60 من أصل 100 بناءً على 41 ناقد.
أعطى الناقد روجر ايبرت، من صحيفة  الشيكاغو سان تايمز، الفيلم ثلاثة من أصل أربعة نجوم، ووصفه بأنه: "فيلم ذكي وجيد كان من الممكن أن يكون فيلمًا رائعًا، لو كان أكثر جرأة." وصفت صحيفة نيويورك تايمز الفيلم بأنه" فيلم سريع، مؤكد حول إيجاد الحب والحفاظ عليه عبر الزمان والمكان، لقد أضاف مزيج بارع من الخيال العلمي الميتافيزيقيا والرومانسية القديمة." قال رئيس الولايات المتحدة باراك أوباما، اثناء عشاء مراسلي البيت الأبيض عام 2011 بينما كان يدلي بملاحظات روح الدعابة حول تراجع شعبيته: " لقد خذلت الناخبين الأساسين "نجوم السينما"، حيث قال مات ديمون في ذلك اليوم فقط، إنه أصيب بخيبة أمل في أدائي. حسنًا، مات، لقد رأيت للتو فيلم "مكتب التسويات" وأقول لك "هذا رأي فيك أنت أيضًا ياصديقي".

## وصلات خارجية
- مقالات تستعمل روابط فنية بلا صلة مع ويكي بيانات